# Патрон (эпикуреец)
Патро́н (I век до н. э.) — схоларх «Сада» (школа Эпикура в Афинах) в 70 — 51 гг. до н. э.
О нём сохранились скудные сведения.
После смерти Федра, возглавлявшего «Сад», Патрон занял его место схоларха. Имя Патрона — последнее, значащееся в списке схолархов «Сада»; имена его преемников неизвестны.
Патрон находился в дружеских отношениях с Марком Туллием Цицероном, однако, во взглядах согласия они не выражали. Патрон в Афинах добился определённых преимуществ и наград (какие именно привилегии он получил, неизвестно). Цицерону, отправившемуся на Родос для изучения ораторского мастерства, этого человека рекомендовал его учитель философии, Федр. Близкий друг и свояк Марка Туллия Тит Помпоний Аттик также почтительно относился к Патрону.
Когда ареопаг предоставил участок земли в Афинах под строительство Гаю Меммию Гемеллу (как знатному изгнаннику), на котором располагались руины дома Эпикура, Патрон письменно просил Цицерона посодействовать в том, чтобы участок был сохранён. Письмо не сохранилось, но Цицерон передаёт его содержание: «он говорит о своей обязанности соблюдать честь, долг, оберегать силу завещания, авторитет Эпикура, уважение к просьбам Федра, местопребывание, жилище и предметы, оставшиеся после величайших людей».
Марк Туллий написал письмо Гаю Меммию в Митилену, скорее, для того, чтобы отвязаться от этого мероприятия из-за увещеваний Аттика. В сохранении «каких-то развалин дома Эпикура» Цицерон заинтересован не был и в письме выражал всяческое пренебрежение к эпикуреизму, но всё же попросил сберечь в сохранности участок с развалинами, и Меммий уступил.
Взгляды Патрона и его римского последователя Луция Сауфея Цицерон критикует в диалоге «О государстве»:
«но всё же благопристойнее, чем то, что говорят Луций и Патрон, которые, относя всё к себе, считают, что ничего никогда не делается для другого человека, и, утверждая, что честным мужем следует быть только для того, чтобы самому не терпеть бед, а не потому, что это хорошо от природы, не понимают, что говорят о хитром человеке, а не о честном муже».